# Mokhovka
Mokhovka (en rus: Моховка) és un poble de l'óblast d'Oriol, a Rússia, segons el cens del 2010 tenia 37 habitants. Pertany al districte municipal de Verkhóvie.